# Клирвотер (Небраска)
Клирвотер (енгл. Clearwater) град је у америчкој савезној држави Небраска.

## Демографија
По попису из 2010. године број становника је 419, што је 35 (9,1%) становника више него 2000. године.
| Група             | 2000.       | 2010.       |
| Белци             | 379 (98,7%) | 362 (86,4%) |
| Афроамериканци    | 0 (0,0%)    | 1 (0,2%)    |
| Азијати           | 1 (0,3%)    | 2 (0,5%)    |
| Хиспаноамериканци | 1 (0,3%)    | 48 (11,5%)  |
| Укупно            | 384         | 419         |